# Playa Verde (Uruguay)
Playa Verde ist eine Ortschaft in Uruguay.

## Geographie
Sie befindet sich auf dem Gebiet des Departamento Maldonado in dessen Sektor 5. Playa Verde grenzt dabei im Südwesten an die Küste des Río de la Plata, während im Südosten Playa Hermosa gelegen ist und nordwestlich Las Flores anschließt. In der Umgebung von Playa Verde erhebt sich zudem der Cerro de los Burros.

## Einwohner
Playa Verde hatte 2011 269 Einwohner, davon 138 männliche und 131 weibliche.
| Jahr | Einwohner |
| ---- | --------- |
| 1963 | 86        |
| 1975 | 108       |
| 1985 | 132       |
| 1996 | 154       |
| 2004 | 250       |
| 2011 | 269       |

Quelle: Instituto Nacional de Estadística de Uruguay